# Ni2 Lupi
Ni² Lupi (ν² Lup) – gwiazda w gwiazdozbiorze Wilka, odległa od Słońca o około 48 lat świetlnych. Gwiazda ma układ planetarny.

## Charakterystyka fizyczna
Ni² Lupi to żółty karzeł należący do typu widmowego G4. Jego jasność jest o około 4% większa niż jasność Słońca, a temperatura to ok. 5660 K. Jej masa to ok. 87% masy Słońca, a promień jest o 6% większy od promienia Słońca. Jest to gwiazda znacznie starsza od Słońca, jej wiek ocenia się na ok. 12 miliardów lat, dlatego przy mniejszej masie jest bardziej zaawansowana ewolucyjnie i jaśniejsza.

## Układ planetarny
Ni² Lupi okrążają trzy planety, obiekty o masach pośrednich między masą Ziemi i Neptuna. Okrążają one gwiazdę w czasie odpowiednio 11,6, 27,6 i 107,6 doby. Obiekty te zostały wykryte metodą pomiaru zmian prędkości radialnej, a teleskop TESS odkrył, że dwie bliższe gwieździe planety tranzytują. Nieoczekiwanie podczas obserwacji satelity CHEOPS odkryto, że także trzecia planeta przechodzi przed tarczą gwiazdy. Taka orientacja systemu pozwala na szczegółowe scharakteryzowanie planet. Wewnętrzna planeta Ni² Lupi b jest globem skalistym, podczas gdy planety c i d są bogate w substancje lotne i prawdopodobnie zawierają wielokrotnie więcej wody niż Ziemia. Jednak żadna z planet nie nadaje się dla życia takiego jak ziemskie.